# Сиукаев, Борис Георгиевич
Борис Георгиевич Сиукаев (1936, с. Прис (ныне в Цхинвальском районе Республики Южная Осетия) — 25 ноября 2021) — советский борец вольного стиля, мастер спорта СССР по самбо, вольной и классической борьбе, советский и российский тренер, заслуженный тренер СССР по вольной борьбе, главный тренер клуба «ЦСКА» (1981—1991), главный тренер сборной Московской области (с 1991).

## Биография
Родился в 1936 году в селе Прис (ныне — Цхинвальский район Южной Осетии).
С детства любил бороться с другими мальчишками. С шестилетнего возраста регулярно принимал участие в проводившихся в Цхинвале соревнованиях по грузинской национальной борьбе чидаоба, проходивших также, как и по всей Грузинской ССР, каждые выходные. Каждый раз становился победителем среди своих сверстников, самостоятельно совершенствуя борцовские навыки. Несколько раз становился победителем молодёжных первенств Грузинской ССР по чидаоба. После открытия Харитоном Кораевым в Цхинвале секции вольной борьбы, начал заниматься в ней, быстро прогрессировал.
Будучи призван в армию, проходил службу в Московской области, где продолжил заниматься борьбой. Стал чемпионом Московского военного округа по вольной борьбе, классической борьбе и самбо. Стал чемпионом Вооружённых сил СССР по самбо, классической борьбе и вольной борьбе. Был удостоен спортивных званий «Мастер спорта СССР по борьбе самбо», «Мастер спорта СССР по классической борьбе» и «Мастер спорта СССР по вольной борьбе».
Закончив спортивную карьеру, по совету своего тренера Сергея Преображенского начал собственную тренерскую карьеру. В 1961 году поступил в Ленинградскую высшую школу тренеров и затем успешно её закончил. Воспитанные Сиукаевым спортсмены регулярно становились призёрами и победителями различных крупных соревнований.
В 1981 году был назначен главным тренером ЦСКА и проработал в этой должности до 1991 года. Сформировал сильную команду тренеров и спортсменов, привлёк в ряды ЦСКА таких знаменитых борцов как Вадим Богиев, Адлан Вараев, Зелим Кцоев, Илья Мате, Пётр Наниев, Дзамболат Тедеев, Арсен Фадзаев, Лери Хабелов и др. Под его руководством и организацией команда клуба стала сильнейшей в СССР.
После 1991 года долгое время работал главным тренером команды Московской области, оставаясь им по состоянию на ноябрь 2013 года. Потом вышел на заслуженный отдых. Собирался переехать на Родину, но не успел.
25 ноября 2021 года умер от новой коронавирусной инфекции COVID-19. Похоронен в родном селе Прис.

## Звания
- Мастер спорта СССР по вольной борьбе[1][2].
- Мастер спорта СССР по классической борьбе[1][2].
- Мастер спорта СССР по самбо[1][2].
- Заслуженный тренер СССР по вольной борьбе[5].